# Nordsjön (Ekshärads socken, Värmland)
Nordsjön är en sjö i Hagfors kommun i Värmland och ingår i Göta älvs huvudavrinningsområde. Sjön är 8 meter djup, har en yta på 1,28 kvadratkilometer och befinner sig 253,8 meter över havet. Sjön avvattnas av vattendraget Knoälven (Musån). Vid provfiske har abborre, gädda, mört och sik fångats i sjön.

## Delavrinningsområde
Nordsjön ingår i det delavrinningsområde (669242-137638) som SMHI kallar för Inloppet i Nordsjön. Medelhöjden är 307 meter över havet och ytan är 11,87 kvadratkilometer. Räknas de 6 avrinningsområdena uppströms in blir den ackumulerade arean 84,27 kvadratkilometer. Knoälven (Musån) som avvattnar avrinningsområdet har biflödesordning 3, vilket innebär att vattnet flödar genom totalt 3 vattendrag innan det når havet efter 393 kilometer. Avrinningsområdet består mestadels av skog (74 procent). Avrinningsområdet har 1,25 kvadratkilometer vattenytor vilket ger det en sjöprocent på 10,6 procent.